# Gestión de derechos colectivos
La gestión de derechos colectivos es el ejercicio de derechos de autor y derechos conexos a ellos por parte de organizaciones que actúan en nombre de los titulares de los derechos. Las organizaciones de gestión colectiva, a veces también denominadas sociedades de gestión colectiva, suelen representar grupos de autores, en los términos de las leyes autorales, tales como escritores, compositores, pintores y fotógrafos; y a titulares de derechos conexos como artistas intérpretes o ejecutantes, editores, productores de fonogramas, productores de películas y otros. Como mínimo, los titulares de derechos autorizan a las organizaciones de gestión colectiva de derechos a controlar el uso de sus obras, negociar licencias con posibles usuarios, documentar datos e información de gestión de derechos correctos, cobrar una remuneración por el uso de obras protegidas por derechos de autor, garantizando una distribución justa de dicha remuneración entre los titulares de derechos. Dichas organizaciones también actúan en virtud de mandatos legales y los ordenamientos que las regulan varía según las jurisdicciones.

## Historia
La gestión de derechos colectivos es casi tan antigua como el mismo derecho de autor. La primera gestión de derechos se realizó a través de una sociedad de recaudación en Francia en 1777 para el uso de obras dramáticas y literarias en el teatro. Se señala a Pierre Beaumarchais como el primero en llevarla a cabo. La primera sociedad de gestión musical se estableció en 1850 en Francia.

## Tipos de derechos bajo gestión colectiva
La gestión de derechos colectivos a través de las sociedades de gestión puede cubrir una variedad de derechos exclusivos otorgados bajo las leyes de derecho de autor, ya sea con licencia de los titulares de los derechos o sujetos a la gestión colectiva legal, que incluye:
- el derecho a la interpretación pública, por ejemplo, cuando se toca o interpreta música en bares o clubes.
- el derecho a la radiodifusión, por ejemplo, cuando se transmiten actuaciones en vivo o grabadas por radio o televisión.
- los derechos de reproducción mecánica de música, por ejemplo, cuando las obras se reproducen en soportes físicos como CDs o en las transmisiones en línea.
- los derechos de ejecución de obras dramáticas, por ejemplo, cuando un teatro representa una obra.
- los derechos reprográficos de obras literarias, visuales y musicales, por ejemplo, cuando un libro o una partitura se copian con una fotocopiadora.
- derechos conexos, por ejemplo, los derechos de los artistas intérpretes o ejecutantes y los productores de música grabada cuando se utiliza en transmisiones.[2]

## Organizaciones de gestión colectiva
La gestión colectiva de los derechos de autor y derechos conexos está a cargo de varios tipos de OGC. Las sociedades de gestión actúan en nombre de sus miembros, que pueden ser autores o artistas intérpretes o ejecutantes, y emiten licencias de derechos de autor a los usuarios que autorizan el uso de las obras de sus miembros o titulares de derechos extranjeros a los que representan. Dichas organizaciones también negocian las tasas de regalías y otros términos de licencia en nombre de sus miembros y miembros de sociedades extranjeras con los que tienen acuerdos, cobran el pago de regalías en nombre de los titulares de derechos y documentan datos e información de gestión de derechos. Luego, la sociedad de gestión local o extranjera distribuye las regalías a sus miembros, quienes, como titulares de derechos individuales, generalmente no están directamente involucrados en la negociación de la licencia
La capacidad jurídica de las sociedades de gestión, tiene su origen bien por sus estatutos (si es una sociedad basada en membresía), por mandatos voluntarios, por acuerdos de representación con otras sociedades o conforme a la ley nacional. En algunos casos, las sociedades están organizadas bajo esquemas sin fines de lucro y son controlados por sus miembros.